# بهارآمد (گونه)
بهارآمد (نام علمی: Eminium intortum) نام یک گونه از سرده بهارآمد است.